# Station Neufchâteau (Frankrijk)
Station Chaumont is een spoorwegstation in de Franse stad Neufchâteau.